# 新島旧邸
新島旧邸（にいじまきゅうてい）は、京都市上京区にある、同志社創立者 新島襄の旧邸。外観に洋風を取り入れた和洋折衷の住宅で、1878年に竣工した。学校法人同志社が所有・管理している。京都市指定有形文化財。
京都御苑の東南、寺町通丸太町に位置するこの邸宅の敷地は、1875年に同志社英学校が開校した土地であり、「同志社発祥の地」とされている。

## 歴史

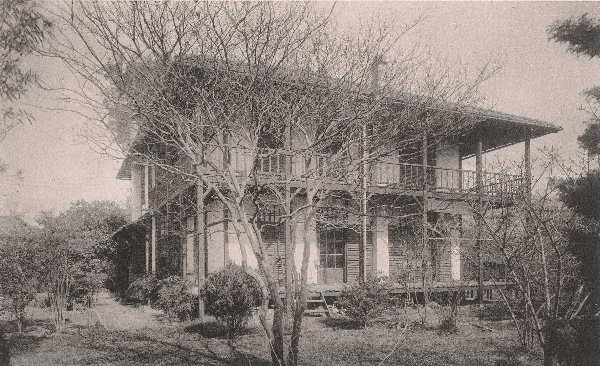
明治末期の新島邸

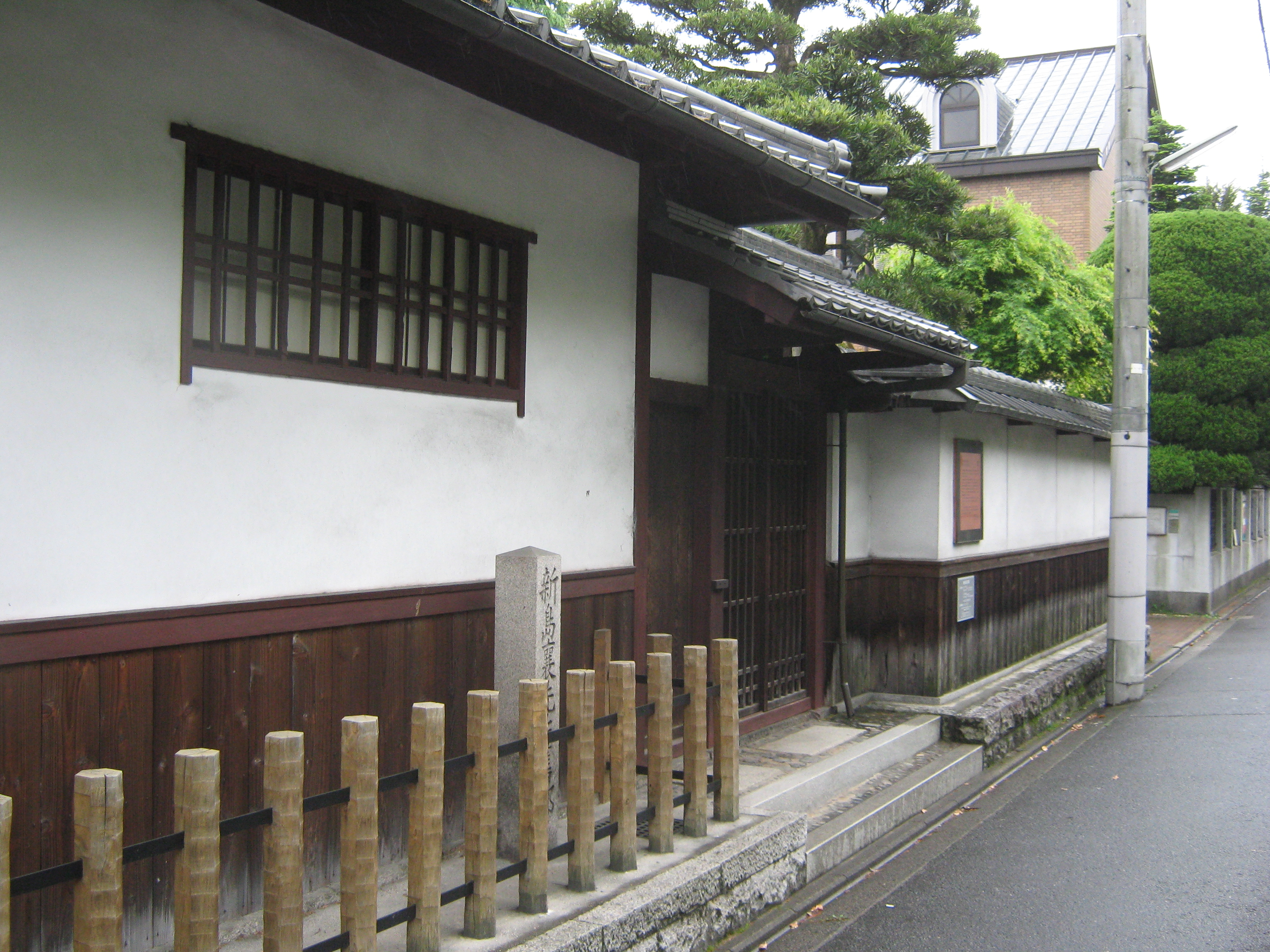
寺町通から

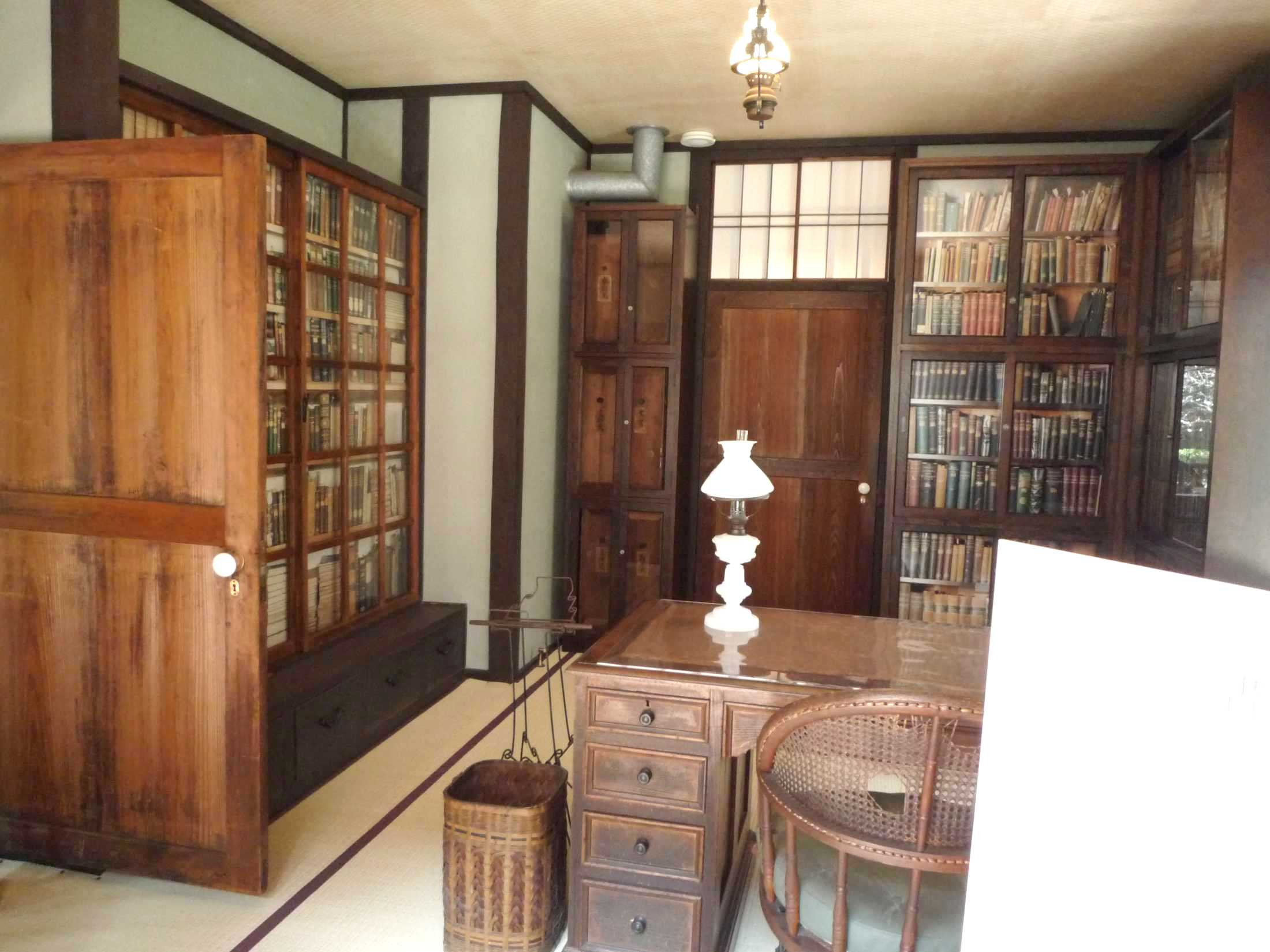
書斎

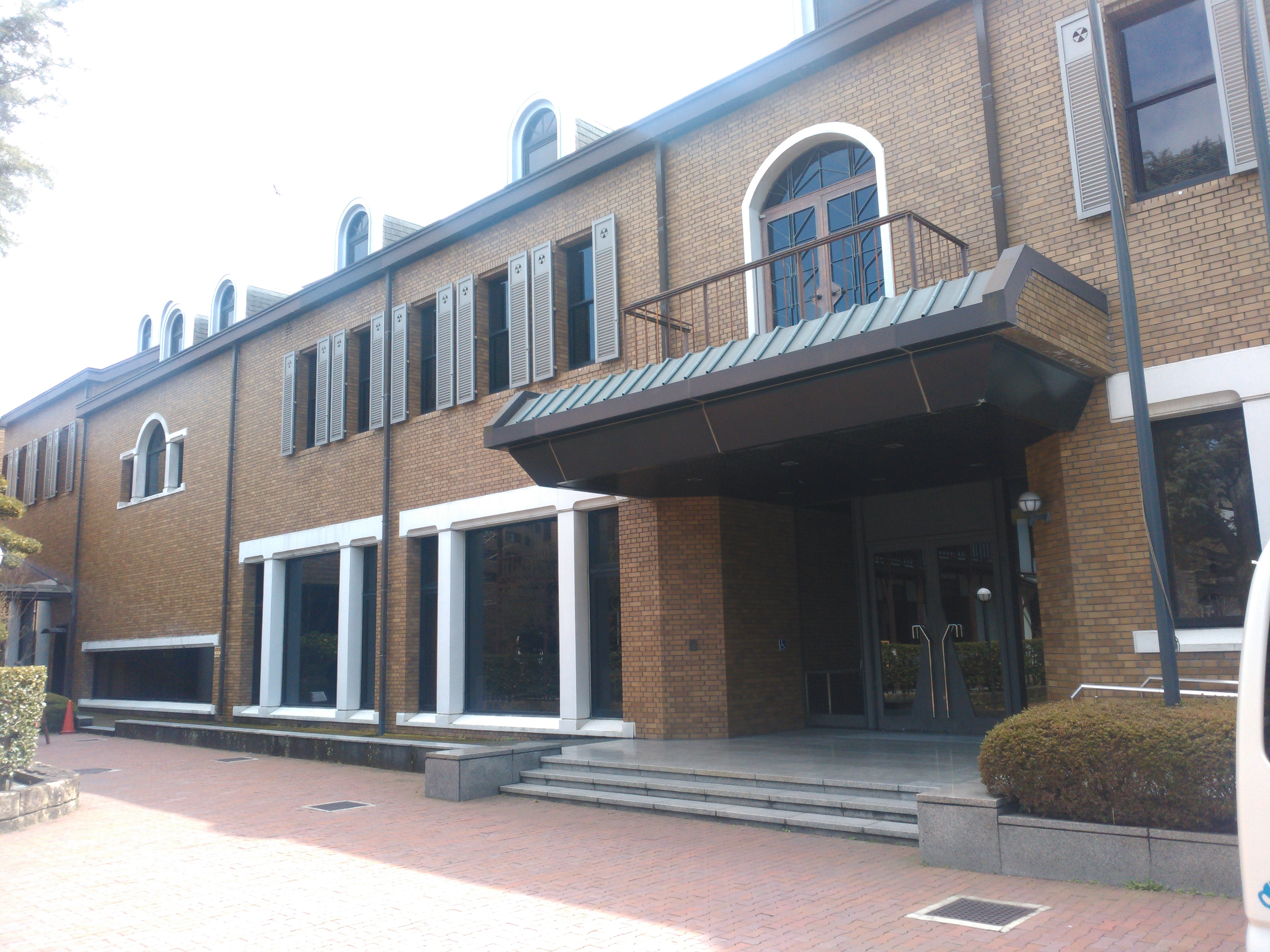
新島会館

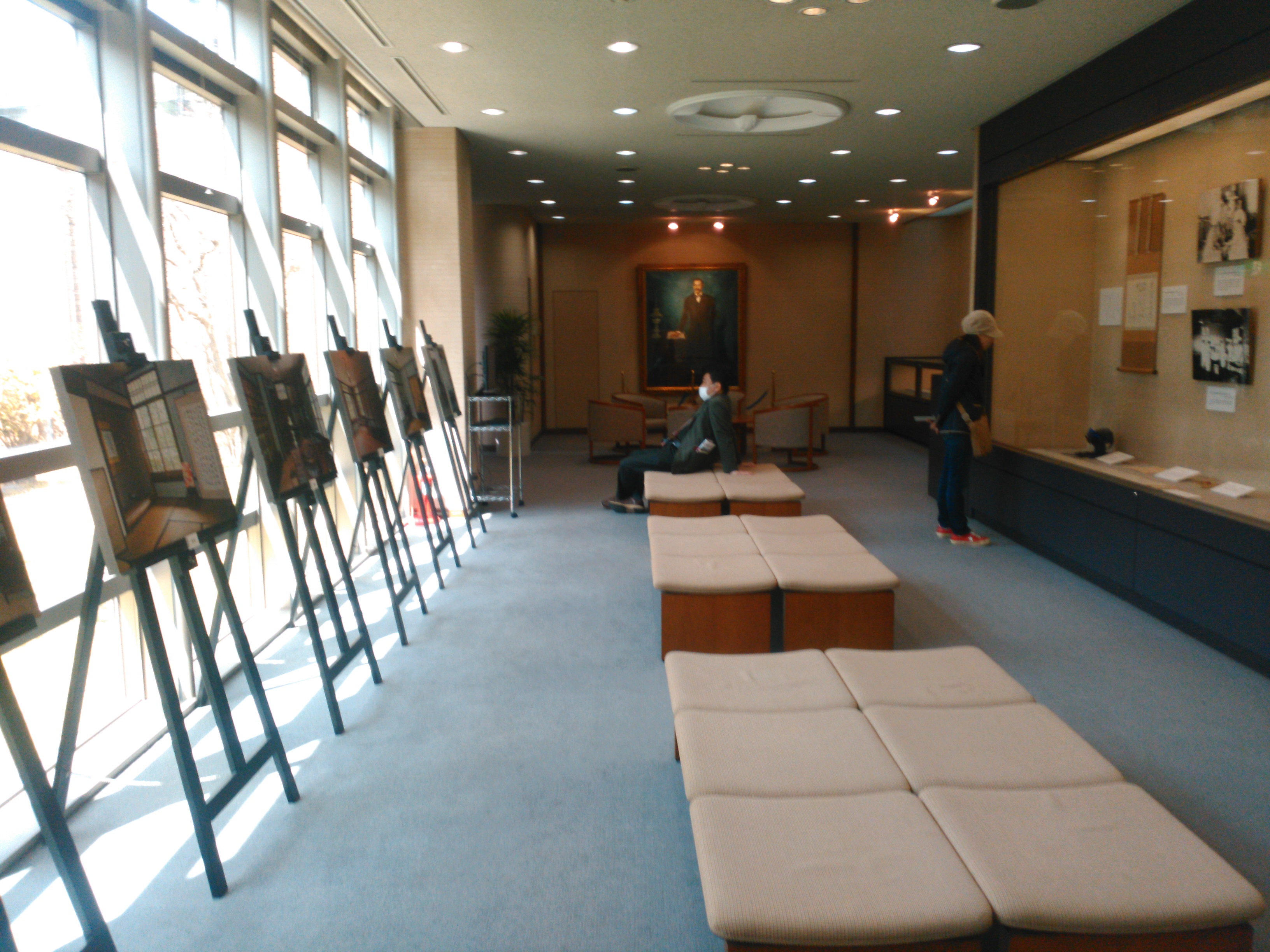
新島会館内部

敷地は、1875年11月29日に同志社英学校が開校した際に仮校舎として借り受けた、高松保実の邸宅跡である。同志社英学校は翌1876年に、山本覚馬が所有していた旧薩摩藩邸跡地（現在の同志社大学今出川キャンパス）に移転。この間の1876年1月3日に新島襄は八重夫人（山本覚馬の妹）と結婚している。この時期、新島は借家住まいをしていたが、友人J.M.シアーズから礼拝堂と自宅建設のための寄付を受けた。新島は英学校を置いた土地を高松から買い取って自宅を建設し、1878年9月7日に竣工した。
この家屋は、新島夫妻の私邸であるとともに、応接室が教室や礼拝堂として使われたり、書斎を同志社の学生に開放し書籍を貸し出したりと、さまざまに使われた。
1890年に新島襄が死去したのち、八重夫人は1907年に同志社に寄付。この家で1932年に没するまで生活した。
1985年、調度・家具類を含め、京都市指定有形文化財に指定。1990年に全面解体修理が行われた。

## 建築
和洋折衷式の母屋と、付属屋からなる。現在は新島会館（同志社校友会の会館）が建つ隣接地は、もともと新島邸の庭で、家庭菜園などが設けてあった。

### 母屋
設計者・施工者ともに不明であるが、同志社の教員で医師・宣教師でもあったW. テイラーの助言を得ながら、新島襄自身が設計したとも伝えられている。洋風住宅としては京都に現存する木造最古のものである。
建物は木造2階建て。外観にはコロニアルスタイルを取り入れており、三方にベランダをめぐらせ、窓には鎧戸をつけている。一方で造りの基本は和風寄棟住宅であり、壁は柱を露出される真壁造り、間取りは田の字型という、日本的な構造を採用している。欄間や箱階段が作られているなど、日本的要素も取り入れられている。
冬に備えて暖炉をしつらえ、当時としては画期的なセントラルヒーティングを取り入れたほか、夏を快適に過ごすために床を高くして風通しを良くする工夫をし、また庇を深くしている。建築当初は、全室が板張り（フローリング）で作られた。大正期はじめ、八重は1階の洋間を和室（茶室「寂中庵」）に改修している。
木製の腰掛式トイレを設けており、日本における初期の洋式トイレである。

### 付属屋
付属屋は、新島襄が両親（新島民治・とみ）の隠居所として建てた、平屋の日本建築である。安中藩江戸屋敷にあった住居にならって建てたものと伝えられる。

## 交通アクセス
交通手段としては以下の通り。
- 京阪電気鉄道鴨東線 神宮丸太町駅下車 徒歩約10分
- 京都市営地下鉄烏丸線 丸太町駅下車 徒歩約15分
- 京都市営バス 「河原町丸太町」下車 徒歩約5分

## 見学
通常公開時には、旧邸周囲から外観のみの見学が可能である。同志社の行事（卒業式、オープンキャンパス、ホームカミングデー等）や京都御所の一般公開に合わせて特別公開（母屋1階と附属屋への入場が可能）も行われる。団体（10名以上）の見学には事前申し込みが必要。

## 備考
- 群馬県安中市にも新島襄旧宅（新島旧邸）と呼ばれる建物がある[11]。廃藩置県により江戸屋敷から安中に引き揚げた新島の父母の住居で、1874年に米国留学から帰国した新島が滞在した。1963年に安中市が現在地（安中市安中一丁目）に移築し、1964年より資料館として公開している。

## 周辺
- 京都御苑
- 京都市歴史資料館
- 日本基督教団洛陽教会